# 스틸 (2002년 영화)
《스틸》(영어: Steal)은 2002년 개봉한 액션 영화이다. 제라르 피레가 감독하고 스티븐 도프, 너태샤 헨스트리지, 브루스 페인, 스티븐 버코프가 주연으로 출연했다.

## 줄거리
젊은 은행 강도단인 슬림, 프랭크, 오티스, 알렉스는 스케이트보드나 스노보드 같은 익스트림 스포츠를 활용한 독창적인 방법으로 은행을 털며 경찰의 추적을 교묘하게 따돌린다. 이들을 쫓는 강경파 형사 맥그루더는 번번이 수사에 실패한다. 그러던 중, 정체를 알 수 없는 익명의 인물이 이들의 신분을 알고 있다는 듯이 나타나, 경찰에 신고하지 않는 대가로 자신을 위해 강도질을 할 것을 강요한다. 설상가상으로 조직폭력배 집단의 행동대장 서테인이 등장해, 그들에게 자신들을 위해 일하지 않으면 모두 죽이겠다고 협박한다. 한편, 슬림은 맥그루더를 불신하는 여형사 카렌과 사랑에 빠지게 된다. 슬림은 익명의 협박자와 폭력 조직으로부터 카렌과 동료들을 모두 구하기 위해 위험천만한 계획을 세우고 실행에 옮긴다.

## 출연
- 스티븐 도프 - 슬림
- 너태샤 헨스트리지 - 캐런
- 브루스 페인 - 맥그루더
- 스티븐 버코프 - 서테인
- 클리 베넷 - 오티스
- 캐런 클리슈 - 앨릭스

## 한국판 성우진(MBC)
- 안지환 - 슬림(스티븐 도프)
- 박선영 - 캐런(너태샤 헨스트리지)
- 이윤연 - 맥그루거(브루스 페인)
- 황윤걸 - 서태인(스티븐 버코프)
- 김호성 - 오티스(클리 베넷)
- 김아영 - 알렉스(캐런 클리슈)
- 이인성 - 프랭크(스티븐 매카시)
- 김용준 - 제리(톰 맥카뮈스)
- 최한 - 팬들리스(알랭 굴렘)
- 고성일 - 경찰(카를로 에사기안)
- 방성준 - 프레드(마이크 패터슨)
- 정재헌 - 경찰(로빈 윌콕)
- 조현정 - 도로시(에이미 소볼)
- 문남숙 - 방송 앵커(로지 에데)
- 박신희 - 셀리(라쉬하유언다 예이츠)